# Pareci Novo

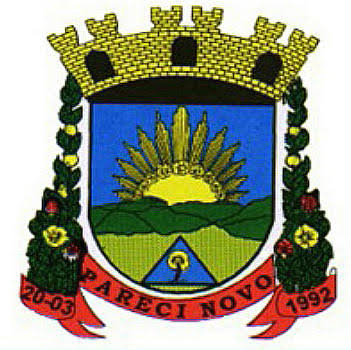
Escudo del municipio de Paresi Novo.

Pareci Novo es un municipio brasileño del estado de Rio Grande do Sul.
Se encuentra ubicado a una latitud de 29º38'18" Sur y una longitud de 51º23'51" Oeste, estando a una altitud de 29 metros sobre el nivel del mar. Su población estimada para el año 2004 era de 3.479 habitantes.
Ocupa una superficie de 59,868 km².
- Datos: Q936625
- Multimedia: Pareci Novo / Q936625